# Фелиу, Антонио Олагер
Антонио Олагер Фелиу-и-Эредиа Лопес-и-Домек (исп. Antonio de Olaguer y Feliú; 1742, Вильяфранка-дель-Бьерсо, Кастилия-Леон — 1813, Мадрид, Испания) — испанский колониальный чиновник, государственный деятель Испанской империи, вице-король Вице-королевства Рио-де-ла-Плата (2 май 1797 — 14 марта 1799).
Военачальник, фельдмаршал.

## Биография
Родился в семье арагонско-каталонского происхождения, его отец служил капитаном пехоты.
В молодости начал службу в армии Испании. Вступил в армию кадетом 1 ноября 1755 года, получил звание второго лейтенанта 10 сентября 1760 года. В 1761 году участвовал в Семилетней войне против британцев в Санто-Доминго.
Позже был отправлен в Буэнос-Айрес в качестве военного специалиста при губернаторе Педро де Севальоса . В 1777 году участвовал в осаде Колония-дель-Сакраменто и захвате острова Санта-Катарина у южного побережья Бразилии. В 1783 году в чине бригадного генерала был назначен заместителем генерального инспектора войск Вице-королевства Рио-де-ла-Плата.
Со 2 августа 1790 по 11 февраля 1797 года — губернатор Монтевидео (ныне Уругвай). В 1792 году ему было присвоен чин фельдмаршала. В 1796 году был назначен генеральным инспектором всех вооруженных сил вице-королевства Рио-де-ла-Плата.
С 2 мая 1797 по 14 марта 1799 года занимал кресло вице-короля Вице-королевства Рио-де-ла-Плата.
Во время своего правления ему приходилось бороться с присутствием британских и португальских войск в регионе Рио-де-ла-Плата, а также с зарождающимися революционными настроениями, вызванными недавней Французской революции, способствовал завоеванию Патагонии.
Для стимулирования коммерческой деятельности вице-королевства, которое начало страдать от растущей напряженности между европейскими державами, разрешил заход в порт Буэнос-Айреса иностранных судов нейтральных стран.
После возвращения на родину в 1802 году — командующий вооружёнными силами Кастилии и Гипускоа. В 1807 году — генеральный инспектор корпуса линейной пехоты. В том же году король Испании Карл IV назначил Антонио Олагера Фелиу руководителем военного ведомства Испании (1807—1808).